# Oldham Athletic
Oldham Athletic (offiziell: Oldham Athletic Association Football Club) – auch bekannt als The Latics – ist ein englischer Fußballverein aus Oldham. Er wurde im Jahr 1895 unter der Bezeichnung Pine Villa Football Club gegründet und änderte 1899 den Namen, der heute noch in dieser Form gültig ist. Oldham trat zur Saison 1907/08 der Football League bei und stieg einige Jahre später in die höchste englische Spielklasse auf. 
Der Spitzname des Vereins, „The Latics“, stellt eine Abkürzung von Athletic dar, wobei man sich diesen Namen mit dem Nachbarklub Wigan Athletic teilt.
Wenige Monate nachdem der Verein in der Saison 2003/04 in ein Insolvenzverfahren und beinahe in den Bankrott ging, wurde die aktuell noch gültige Ltd. gegründet. Die unmittelbare Zukunft des Vereins wurde dabei am 3. Februar 2004 von einer Gruppe in Amerika ansässigen englischen Geschäftsleuten gesichert, die den Verein aufkauften und das Unternehmen Oldham Athletic (2004) Association Football Club Ltd. gründeten.
Die traditionellen Rivalen des Vereins sind Bolton Wanderers, Manchester City und der FC Bury. Außerdem pflegt der Verein Rivalitäten mit den Klubs aus Yorkshire, Huddersfield Town und Bradford City, sowie in etwas geringerem Ausmaß mit den Nachbarvereinen FC Blackpool und den Tranmere Rovers.

## Geschichte

### 1895 bis 1925
Nach der Gründung 1895 und der späteren Erlangung des Profistatus im Jahr 1899 spielten die Latics zunächst in den lokalen Spielklassen von Manchester, bevor sie im Jahr 1907 der Second Division beitraten. Anders als viele andere Vereine, führte sich Oldham auf Anhieb optimal in das neue Umfeld ein, konnte die erste Saison bereits auf einem dritten Platz abschließen und verpasste den Aufstieg, obwohl man in Heimspielen ungeschlagen blieb, mit nur zwei fehlenden Punkten knapp. Nach einer erneut sehr positiv verlaufenden Saison stieg der Verein dann 1910 als Zweiter erstmals in seiner Geschichte auf und verwies Hull City aufgrund des besseren Torverhältnisses auf den dritten Platz.
Die Latics starten gut in die erste Saison der First Division und schlossen 1911 auf einem siebten Platz ab. Nach einem knapp sichergestellten Klassenerhalt in der Saison 1911/12, erreichte der Verein 1913, neben einem gesicherten Mittelfeldplatz in der Meisterschaft, das Halbfinale im FA Cup. Als der Ausbruch des Ersten Weltkrieges dann den Spielbetrieb aussetzte, hatte Oldham Athletic in der Spielzeit 1914/15 mit der Vizemeisterschaft hinter dem FC Everton seinen bis dato größten Erfolg feiern können, wobei der Titel selbst noch durch zwei Niederlagen in den letzten beiden Begegnungen verspielt worden war.
Die Kriegsunterbrechung war in mehrerer Hinsicht negativ für die Frühentwicklung des Vereins. Nach der Wiederaufnahme des Spielbetriebs im Jahr 1919 hatte sich ein Großteil der Spieler bereits vom Fußballsport zurückgezogen oder wurde im Krieg getötet. Der Verein konnte sich von diesem Aderlass nicht erholen und stieg nach mehreren Spielzeiten in der unteren Tabellenhälfte 1923 ab. Das letzte Auswärtsspiel gegen Cardiff City sollte dabei das letzte Erstligaspiel des Vereins für die nächsten mehr als sechs Jahrzehnte markieren.

### 1925 bis 1946
In den ersten Spielzeiten in der zweiten Liga seit 1910 ordnete sich Oldham zumeist im Mittelfeld ein und verpasste den Aufstieg in der Saison 1929/30 mit nur zwei Punkten Abstand auf den Zweitplatzierten FC Chelsea. Aus diesem Jahr stammt auch der bis heute gültige Zuschauerrekord, als am 25. Januar 1930 im FA-Cup-Spiel gegen Sheffield Wednesday 46.471 Besucher kamen. Im Jahr 1938 stieg der Verein dann sogar aus der Second Division ab und musste danach erstmals in seiner Geschichte in der Third Division North antreten.
Da in der Liga nur der Meister aufsteigen durfte, gestalteten sich die Versuche zur Rückkehr in die zweite Liga schwierig. Trotz mehrerer Platzierungen unter den ersten Fünf konnte Oldham nie richtig in den Aufstiegskampf eingreifen, bis dann der Ausbruch des Zweiten Weltkriegs 1939 den englischen Ligafußball bis 1946 unterbrach.

### 1946 bis 1970
Wieder beeinflusste ein Krieg die Entwicklung des Vereins nachhaltig in negativer Form. Die Resultate verschlechterten sich kontinuierlich und hatten den 19. Platz in der Saison 1946/47 – so schwach wie nie zuvor – zur Folge. Nach weiteren Mittelfeldpositionen in den anschließenden Jahren konnte der Verein nach der Verpflichtung des ehemaligen englischen Nationalspielers George Hardwick als Spielertrainer im Jahr 1950 den Aufstieg in die Second League als Meister der Spielzeit 1952/53 sichern. Die hohen Erwartungen im Boundary Park wurden jedoch enttäuscht, da der Verein die zweite Liga nach nur 25 Punkten aus 42 Spielen und 17 Auswärtsniederlagen direkt wieder verlassen musste.
Unmittelbar nach der Rückkehr in die Third Division North fand sich der Verein nach der nur einjährigen Abwesenheit schnell in der unteren Tabellenhälfte wieder. Der 15. Platz am Ende der Saison 1957/58 sorgte dann dafür, dass der Verein Gründungsmitglied der neu eingerichteten Fourth Division werden musste. Die Entwicklung war weiterhin negativ und führte dazu, dass der Verein im Jahre 1960 nur knapp seinen Profistatus erhalten konnte.
Die Ankunft von Ken Bates als neuem Vereinspräsidenten in den 1960er-Jahren leitete dann eine Trendwende ein und der Verein stieg 1963 in die Third Division mit Trainer Jack Rowley auf. Trotz der verbesserten finanziellen Möglichkeiten konnte Oldham in den Jahren 1965 und 1966 nur knapp die Klasse halten und stieg 1969 wieder in die vierte Liga ab. Daraufhin verließ Bates den Verein, der 1970 die unterste Klasse nur auf dem 19. Platz abschloss, und hinterließ eine geschwächte Finanzstruktur.

### 1970 bis 1982 – Die „Ära Jimmy Frizzell“
Der schottische Abwehrspieler Jimmy Frizzell übernahm während der Saison 1969/70 die Funktion des Spielertrainers und führte den Verein entgegen allen anderslautenden Voraussagungen zum Aufstieg im Jahr 1971. Nach einem Mittelfeldplatz in seiner ersten Drittligaspielzeit als Trainer verpasste er in der darauffolgenden Saison bei nur drei Punkten Abstand einen zweiten Aufstieg. Dieser gelang ihm dann jedoch in der Saison 1973/74, als Oldham mit zehn Siegen in Serie, was bis zum heutigen Tage einen Rekord darstellt, die Rückkehr in die Second Division sicherstellte, in der der Klub somit erstmals nach 1953 wieder spielen konnte.
Frizzell gelang es, die Latics trotz einer angespannten finanziellen Lage und im Vergleich zu den Konkurrenten geringerer Zuschauerzahlen von den Abstiegsplätzen fernzuhalten. Die Entlassung des populären Frizzell im Jahr 1982 war nach nunmehr 12 erfolgreichen Jahren überraschend. Dennoch legte er die Fundamente für die unmittelbaren Ereignisse, die noch folgen sollten.

### 1982 bis 1994 – Die „Ära Joe Royle“
Eine der erfolgreichsten und längsten Trainerperioden in der Geschichte von Oldham Athletic ist mit dem Namen Joe Royle verbunden, der das Amt von Frizzell zu Beginn der Saison 1982/83 übernahm. Nach vier Spielzeiten im Mittelfeld der Liga zeichnete sich in der Saison 1986/87 eine positive Weiterentwicklung ab.
In dieser Spielzeit erreichte die Mannschaft auf dem neu geschaffenen Kunstrasen den dritten Platz, der in den kompletten dreizehn Jahren zuvor zum Aufstieg in die First Division genügt hätte. Da jedoch 1987 erstmals eine Play-off-Runde ausgespielt wurde, musste der Verein im Halbfinale gegen Leeds United antreten und verlor nach Hin- und Rückspiel aufgrund weniger geschossener Auswärtstore. Nach zwei anschließend mittelmäßig verlaufenden Spielzeiten gelang es Oldham dann, in einer außergewöhnlichen Saison 1989/90 auf sich aufmerksam zu machen, obwohl auch 1990 der Aufstieg verpasst wurde.

#### Die Saison 1989/90
Der Start in die Saison verlief mit einer 0:1-Niederlage gegen den Nachbarverein Blackburn Rovers sowie zwei Heimunentschieden gegen Swindon Town und den FC Watford zunächst einmal durchwachsen, und nichts deutete auf die aufregenden Ereignisse hin, die folgen sollten. Die Mannschaft Oldhams bestand zumeist aus Spielern, die der Verein zu einem „Schnäppchen“-Preis erstanden hatte, und aus ablösefreien Akteuren. Rick Holden stellte mit einer Ablösesumme von 165.000 Pfund, die Oldham an Watford zahlen musste, den teuersten Spieler dar. Auf der Torhüterposition konkurrierten Andy Rhodes und Jon Hallworth. In der Defensive stellten Paul Warhurst, Denis Irwin, Earl Barrett, Andy Barlow, Andy Holden und der vielseitige Ian Marshall die Abwehrreihe Oldhams. Im Mittelfeld agierten Neil Adams, Mike Milligan, Nicky Henry, Rick Holden sowie Neil Redfearn und wurden in der Offensive von den Stürmern Andy Ritchie, Frankie Bunn sowie dem Rekordtorschützen Roger Palmer komplettiert.
Nach dem ersten Heimsieg der Saison, als Plymouth Argyle mit 3:2 besiegt werden konnte, startete Oldham einen Lauf im Ligapokal 1989/90 (unter der damaligen Bezeichnung Littlewoods Cup) und eliminierte Leeds United in der ersten Runde mit 4:2 Toren nach Hin- und Rückspiel. In der zweiten Runde besiegte Oldham mit dem FC Scarborough den Überraschungsgewinner gegen den FC Chelsea aus der ersten Runde. Beim 7:0-Sieg erzielte Frankie Bunn alleine sechs Tore (das siebte schoss Ritchie). Als sich der Verein auf den Aufstiegsplätzen der Second Division wiederfand, trat er in der dritten Ligapokal-Runde gegen den FC Arsenal, den amtierenden englischen Meister, an. Vor 15.000 Zuschauern konnte Oldham diese Partie mit 3:1 gewinnen, wobei Ritchie zweimalig und Nick Henry mit einem Distanzschuss John Lukic im Tor von Arsenal überwinden konnten.
Mit diesem Sieg erreichten die Latics erstmals das Viertelfinale des Ligapokals, in dem sie gegen den zu dieser Zeit sechstplatzierten Erstligisten FC Southampton spielten. Nach der frühen Führung für Southampton von Matthew Le Tissier glich Ritchie zehn Minuten vor Schluss aus. Nach einem weiteren Treffer von Le Tissier fünf Minuten vor Ende sah alles nach einer Niederlage für Oldham aus. Es war jedoch erneut Ritchie in der vierten Minute der Nachspielzeit, der eine Flanke von Holden zum Endstand von 2:2 verwandelte. Das Wiederholungsspiel im Boundary Park gewann Oldham dann nach einem Kopfball von Ritchie und einem weiteren Tor von Kapitän Milligan mit 2:0.
Im Halbfinale stand Oldham dem Aufstiegskonkurrenten aus der Second Division, West Ham United, gegenüber und gewann das Hinspiel im eigenen Stadion mit 6:0. Nach einem frühen Tor von Adams trafen zudem erneut Ritchie zweimalig sowie Barrett, Palmer und Holden. Die anschließende 0:3-Rückspielniederlage im Upton Park von West Ham änderte nichts mehr an der Tatsache, dass Oldham erstmals in der 95-jährigen Vereinsgeschichte ein Spiel, das Ligapokalfinale, im Wembley-Stadion bestreiten durfte. In diesem Endspiel wartete das von Brian Clough trainierte Team von Nottingham Forest.
In der gleichen Spielzeit war Oldham auch im FA Cup äußerst erfolgreich und stand in der dritten Runde dem Drittligisten Birmingham City im St. Andrew’s Stadium gegenüber. Nachdem Birmingham mit 1:0 führte und alles nach einer Überraschung aussah, glich Bunn spät zum 1:1 aus und erzwang ein Wiederholungsspiel in Oldham. In diesem neutralisierten sich beide Mannschaften lange Zeit, bevor dann Holden einen Alleingang durch die gesamte gegnerische Defensive zum 1:0-Siegtreffer abschloss. In der vierten Runde gewann Oldham im heimischen Boundary Park mit 2:1 gegen den Zweitligisten Brighton & Hove Albion, wobei Oldham nach der ersten Halbzeit noch mit 0:1 zurückgelegen hatte und das Spiel durch zwei Treffer binnen einer Minute durch McGarvey und Ritchie noch in einen Sieg umdrehte. Mit Everton gab dann einer der zu dieser Zeit führenden englischen Vereine in der fünften Runde sein Stelldichein im Boundary Park und führte zur Halbzeit nach Toren von Tony Cottee und Graeme Sharp, dem späteren Spielertrainer von Oldham, mit 2:0. Mit einem kämpferischen Kraftakt glich Oldham durch ein Elfmeter von Ritchie und einem Kopfballtor von Palmer zum 2:2-Endstand aus, was ein Rückspiel im Goodison Park zur Folge hatte, das ebenfalls mit einem Remis, nach einem Treffer von dem ehemaligen Evertoner Spieler Marshall für Oldham und einem umstrittenen Elfmeter von Kevin Sheedy für Everton, endete. Ein erneutes Wiederholungsspiel wurde notwendig. In diesem konnte Oldham nach einem frühen Gegentor von Cottee und zwei eigenen Treffer von Palmer und (per Elfmeter) Marshall mit 2:1 gewinnen. Im Achtelfinale spielte Oldham erneut zuhause, nun gegen den Erstliga-Tabellenführer Aston Villa. Oldham gewann das Spiel überraschend deutlich mit 3:0 nach einem Weitschusstreffer von Holden, einem weiteren Treffer von Redfearn und einem Eigentor von Villa durch Chris Price. Im ersten FA-Cup-Halbfinale Oldhams nach 1930 warteten in der Maine Road, Heimspielstätte von Manchester City, die Red Devils von Manchester United.
Trotz der allgemeinen Meinung, dass Oldhams Leistungen außerhalb des heimischen Boundary Parks deutlich schwächer seien, wurde die Begegnung mit dem Lokalrivalen zu einem denkwürdigen Sportereignis. Nach dem Führungstreffer für die Latics durch Barrett konnte Bryan Robson zunächst zum 1:1-Halbzeitstand ausgleichen. Nach einem weiteren Treffer für Manchester durch Neil Webb 20 Minuten vor Spielende sprach viel für einen Sieg für United. Das Volleytor von Marshall erzwang jedoch nur fünf Minuten später die Verlängerung, in der Manchester durch Danny Wallace wieder in Führung ging, diese aber erneut nicht halten konnte und nach dem 3:3-Ausgleich in der zweiten Hälfte der Verlängerung zu einem Wiederholungsspiel antreten musste.
Die zweite Begegnung beider Mannschaften zeigte ein spannendes Spiel und wurde in der Nachbetrachtung kontrovers diskutiert. Nach der Führung durch Brian McClair für Manchester konnte Ritchie zehn Minuten vor Schluss ausgleichen. Die Entscheidung fiel dann in der Nachspielzeit, als der in Oldham geborene Mark Robins, der auch später noch entscheidende Tore gegen Oldham schoss, den 2:1-Siegtreffer für Manchester erzielte. Nach Durchsicht der Fernsehbilder wurde anschließend festgestellt, dass Schiedsrichter Joe Worrall einem regelgerechten Treffer von Oldham seine Anerkennung verweigert hatte. In diesem Zusammenhang empfanden zudem die Anhänger die Tatsache als unglücklich, dass Worrall Dauerkarteninhaber von Manchester United war.
Trotz dieser Enttäuschung im FA-Cup-Halbfinale stand mit dem Ligapokalfinale noch das erste Wembley-Spiel für Oldham auf dem Programm. Dort unterlag das durch die Strapazen deutlich geschwächte Team Nottingham Forest mit 0:1.
Die 19 Pokaleinsätze hatten deutliche Spuren in der Substanz hinterlassen, so dass der Verein im Kampf um die Play-offs in der Meisterschaft keine Reserven mehr besaß, am Ende nur den achten Platz belegte und damit die Saison ohne Zählbares beenden musste. Dennoch waren die Hoffnungen auf einen baldigen Aufstieg in der kommenden Spielzeit nun sehr hoch.

#### Die Saison 1990/91
In der Saison 1990/91 gelang den Latics dann nach mehr als sechs Jahrzehnten die Rückkehr in die höchste englische Spielklasse: in der Saison war man stets auf den ersten beiden Plätzen und sicherte sich durch einen 2:1-Sieg gegen Ipswich Town vor noch vier verbleibenden Spielen den Aufstieg. Am letzten Spieltag stand der Verein noch dem Mitaufsteiger Sheffield Wednesday gegenüber. Um die Zweitligameisterschaft zu erringen, musste Oldham das Spiel jedoch gewinnen und gleichzeitig darauf vertrauen, dass West Ham nicht zeitgleich den Viertplatzierten Notts County bezwingt. Der erste Platz schien schon sehr früh im Spiel nicht mehr in Reichweite zu sein, als Wednesday mit zwei Toren in Führung lag, aber Treffer von Marshall und dem 17-jährigen Debütanten Paul Bernard sorgten für den Ausgleich. Als in der 92. Minute ein Foul des ehemaligen Spielers von Oldham in den Reihen von Sheffield, John Sheridan, zu einem Elfmeter führte, verwandelte Redfearn diesen und sicherte Oldhams Zweitligameisterschaft in letzter Sekunde.
In der anschließenden ersten First Division-Saison seit 1923 belegten die Latics mit 51 Punkten nach 42 Ligaspielen einen sicheren Mittelfeldplatz.

#### Die Premier-League-Jahre
In der ersten Saison der Premier League überhaupt konnte Oldham die Klasse mit 49 Punkten nur knapp halten und hatte drei Spieltage vor Ende als Tabellenvorletzter bereits wie ein sicherer Absteiger ausgesehen. Für die Rettung waren nicht weniger als neun Punkte notwendig und gleichzeitig durfte Crystal Palace höchstens einen Punkt aus den letzten beiden Spielen holen. Im ersten der drei Spiele war Oldham zu Gast beim Zweitplatzierten Aston Villa, die ihrerseits gewinnen mussten, um die Meisterschaftsambitionen nicht zu beenden. Das entscheidende Tor zum Sieg für Oldham schoss dabei Nick Henry zur Mitte der ersten Halbzeit und hielt mit dem Sieg Oldhams Hoffnungen für den Klassenerhalt am Leben. Nur drei Tage später schlugen die Latics im Heimspiel den FC Liverpool mit 3:2 und Crystal Palace holte bei Manchester City lediglich einen Punkt. Dies führte zu der Situation, dass Oldham den in der Tabelle nur unwesentlich höher platzierten FC Southampton zuhause besiegen und auf eine Niederlage von Palace bei Arsenal London in Highbury vertrauen musste. Oldham gewann das Spiel nach einer zunächst deutlichen 4:1-Führung am Ende nur knapp mit 4:3 und Crystal Palace stieg nach einer 0:3-Niederlage gegen Arsenal aufgrund der schlechteren Tordifferenz in die zweite Liga ab.
Oldham erreichte in der Saison 1993/94 erneut das Halbfinale im FA Cup, in dem man wieder gegen Manchester United spielen musste. Im Wembley-Stadion konnte Oldham mit 1:0 in Führung gehen, die dann von Mark Hughes in der letzten Minute der Nachspielzeit ausgeglichen wurde. Das Wiederholungsspiel in der Maine Road zeigte eine schwache Mannschaftsleistung Oldhams und nach dem Ausscheiden aus dem laufenden Wettbewerb folgten sieben sieglose Spiele in der Meisterschaft. Nur einen Monat später stieg Oldham nach drei Spielzeiten in der obersten englischen Liga wieder in die zweite Liga ab. Nach Meinung der Anhänger Oldhams hatte das späte Tor von Hughes eine derartige Negativwirkung, dass erst dadurch der Leistungsknick in dieser Ausprägung hervorgerufen wurde.
Eine interessante Anekdote aus dieser Zeit besagt noch, dass es Oldham in sechs Partien zwischen 1991 und 1994 gelang, den FC Chelsea viermal zu besiegen, was in Anbetracht der gegensätzlichen späteren Entwicklungen verblüffend wirkt.

### 1994 bis 1998 – Die Zeit nach Royle
Als der FC Everton im Oktober 1994 Royle von Oldham abwarb, verpflichteten die Latics den 34-jährigen Graeme Sharp als neuen Spielertrainer. Diesem gelang es jedoch nicht, Oldham in den Aufstiegskampf zu führen, obwohl sich ein Großteil der Spieler aus der Premier-League-Zeit noch im Kader befanden. Nach seinem Rücktritt in der Saison 1996/97 stieg der Verein sogar 1997 in die dritte Liga ab.
Sharps Nachfolger war Neil Warnock, der bereits zuvor Aufstiegserfolge mit dem FC Scarborough, Notts County (zweimalig), Huddersfield Town und Plymouth Argyle feiern konnte. Bei den Latics konnte er dies in der Saison 1997/98 jedoch nicht wiederholen und verließ bereits nach einem Jahr enttäuscht den Verein.

### 1998 bis 2001 – Die „Ära Andy Ritchie“
Im Sommer 1998 verpflichtete Oldham mit Andy Ritchie den früheren Stürmer aus den eigenen Reihen als Trainer. Auch Ritchie gelang die Trendwende nicht und er erlebte in seiner ersten Saison eine weitere sportliche Verschlechterung. Nachdem der Verein eine Reihe von Schlüsselspielern abgeben musste und Ritchie diese Lücke lediglich durch einige ablösefreie Spieler und solche aus dem eigenen Jugendbereich schließen konnte, fanden sich die Latics schnell im Abstiegskampf der Saison 1998/99 wieder. Nur zwei Siege in den letzten beiden Heimspielen gegen Stoke City und den FC Reading verhinderten den Abstieg in die unterste englische Profiliga. Der einzige Lichtblick in der Spielzeit sollte dabei die Verpflichtung des ehemaligen irischen Nationalspielers und Mittelfeldspielers John Sheridan darstellen.
Auch die folgende Saison begann schwach für Oldham, das die ersten fünf Spiele verlor und dabei in den ersten vier Begegnungen torlos blieb. Anschließend stabilisierte sich die Form der Mannschaft, die in den nächsten 19 Auswärtsspielen nur noch viermal geschlagen werden konnte. Dies genügte für einen sicheren Mittelfeldplatz und 60 Punkte aus 46 Ligapartien.
Die Erwartungen stiegen wieder, als die Saison 2000/01 mit einem 4:1-Sieg gegen Port Vale eröffnet wurde. Nach einer Serie von 11 sieglosen Spielen fand sich der Verein jedoch erneut in der unteren Tabellenhälfte und in akuter Abstiegsgefahr wieder. Nach der Verpflichtung des erfahrenen Flügelspielers David Eyres sowie des Mittelfeldakteurs Tony Carss verbesserten sich die Leistungen der Mannschaft aber wieder und die Latics beendeten die Saison auf einem Mittelfeldplatz.

### 2001 bis 2003 – Die „Ära Chris Moore“
Zum Ende der Spielzeit 2000/01 kaufte der Geschäftsmann Chris Moore Oldham Athletic auf und versprach, in den folgenden fünf Jahren wieder Premier-League-Fußball in Oldham spielen zu lassen.
Nach einem gelungenen Saisonstart 2001/02 verloren die Latics drei Spiele in Folge und Trainer Ritchie wurde überraschenderweise entlassen, was viele Anhänger Oldhams verärgerte, da Ritchie bei ihnen sehr populär war. Er wurde durch Mick Wadsworth, durch seine vielen vorherigen Aktivitäten eine Art „Trainer-Nomade“, ersetzt und es folgten viele von Moore initiierte Spielerverpflichtungen. Der Verein schloss die Spielzeit auf einem neunten Platz ab und dies nährte die Hoffnungen auf eine gute nächste Saison. Dennoch wurde auch Wadsworth entlassen und durch seinen Kotrainer Iain Dowie ersetzt.
Die teure Mannschaft startete in die Spielzeit 2002/03 mit einer knappen Heimniederlage gegen Cardiff City, verlor aber für den Rest der Meisterschaftsrunde nur noch sieben weitere Spiele (davon lediglich zwei Auswärtsspiele) und schloss mit 82 Punkten aus 46 Spielen auf dem fünften Platz ab. Dadurch verpassten die Latics den direkten Aufstieg und mussten in die Play-offs, wo sie den Queens Park Rangers nach einem harten Kampf durch ein spätes Tor an der Loftus Road unterlagen.
Weitaus gravierender für den Verein war der Rücktritt von Chris Moore, der zudem sehr zum Missfallen der Anhänger einen großen Schuldenberg und einen dezimierten Spielerkader hinterließ.

### Seit 2003 – Die Zeit nach Chris Moore
Als die Saison 2003/04 begann, war lange unklar, ob die Spielzeit angesichts der finanziellen Probleme überhaupt bis zum Ende absolviert werden könnte; zudem befand sich der Verein aufgrund der Abgänge vieler wichtiger Schlüsselspieler in unmittelbarer sportlicher Abstiegsgefahr.
Der Verein ging im Oktober 2003 in ein Insolvenzverfahren und Trainer Dowie verließ am Ende des Jahres nach einer Negativserie die Latics in Richtung Crystal Palace. Die wirtschaftliche Rettung von Oldham wurde dann von drei in den USA lebenden englischen Geschäftsleuten sichergestellt, die sehr zur Freude des Vereins sämtliche Schulden bezahlten. Die altgedienten Spieler John Sheridan und David Eyres übernahmen nach der Demission Dowies vorübergehend gemeinsam den Trainerposten, bevor der frühere englische Nationalspieler Brian Talbot von Rushden & Diamonds angeheuert wurde. Talbot verlor nur eines seiner ersten dreizehn Spiele (gegen den Abstiegskandidaten Wycombe Wanderers) und verhinderte sicher den Abstieg.
Mit erneuertem Optimismus begann die Saison 2004/05, der jedoch erst nach dem Ausleihen von Neil Kilkenny, Mark Hughes und Lee Croft durch sieben Siege in Folge vor Weihnachten in Leistung umgesetzt werden konnte. Die gute Form konnte jedoch trotz guter Leistungen im FA Cup nicht gehalten werden, in dem man zunächst den Erstligisten Manchester City schlug, dann aber mit 0:1 dem Lokalrivalen Bolton Wanderers unterlag. Talbot verließ danach den Verein und es folgten acht Niederlagen in Serie, darunter ein 1:5 bei Bristol City. Mit Ronnie Moore übernahm der ehemalige Trainer von Rotherham United die Mannschaft und verhinderte durch einen Sieg gegen Bradford City im letzten Spiel den Abstieg.
Zur Saison 2005/06 wurde der Kader nahezu komplett erneuert. Die hohen Erwartungen konnten dabei wieder nicht ganz erfüllt werden. Obwohl sich der Verein lange Zeit im oberen Mittelfeldbereich aufhielt und noch die Möglichkeit auf den sechsten Platz offen hielt, der zur Teilnahme an den Play-offs zum Aufstieg in die Football League Championship berechtigt hätte, verpasste man dieses Ziel mit dem 10. Tabellenplatz schließlich deutlich.

## Ligazugehörigkeit
- 1897–1899: Oldham Junior Association League
- 1899–1900: Manchester Alliance
- 1900–1904: Manchester League
- 1904–1907: Lancashire Combination
- 1907–1910: Football League Second Division
- 1910–1923: Football League First Division
- 1923–1935: Football League Second Division
- 1935–1953: Football League Third Division
- 1953/54: Football League Second Division
- 1954–1958: Football League Third Division
- 1958–1963: Football League Fourth Division
- 1963–1969: Football League Third Division
- 1969–1971: Football League Fourth Division
- 1971–1974: Football League Third Division
- 1974–1991: Football League Second Division
- 1991/92: Football League First Division
- 1992–1994: FA Premier League
- 1994–1997: Football League First Division
- 1997–2004: Football League Second Division
- 2004–2018: Football League One / EFL League One
- 2018–2022: EFL League Two
- 2022–2025: National League
- seit 2025: EFL League Two